# Valdés (Gerichtsbezirk)
Der Gerichtsbezirk Valdés ist einer der 18 Gerichtsbezirke in der autonomen Gemeinschaft Asturien.
Der Bezirk umfasst 6 Gemeinden auf einer Fläche von 837,87 km² mit dem Hauptquartier in Valdés.

## Gemeinden
| Gemeinde              | Einwohner (2024) | Fläche km² | Dichte Einw./km² | Cod INE | Postleitzahl |
| --------------------- | ---------------- | ---------- | ---------------- | ------- | ------------ |
| Boal                  | 1.380            | 120,28     | 11               | 33007   | 33720        |
| Coaña                 | 3.323            | 65,80      | 51               | 33018   | 33795        |
| Illano                | 289              | 102,70     | 3                | 33029   | 33734        |
| Navia                 | 8.112            | 63,11      | 129              | 33041   | 33710        |
| Valdés                | 10.895           | 353,52     | 31               | 33034   | 33700        |
| Villayón              | 1.064            | 132,46     | 8                | 33077   | 33717        |
| Gerichtsbezirk Valdés | 25.063           | 837,87     | 30               | –       | –            |